# Zungenrollvorrichtung

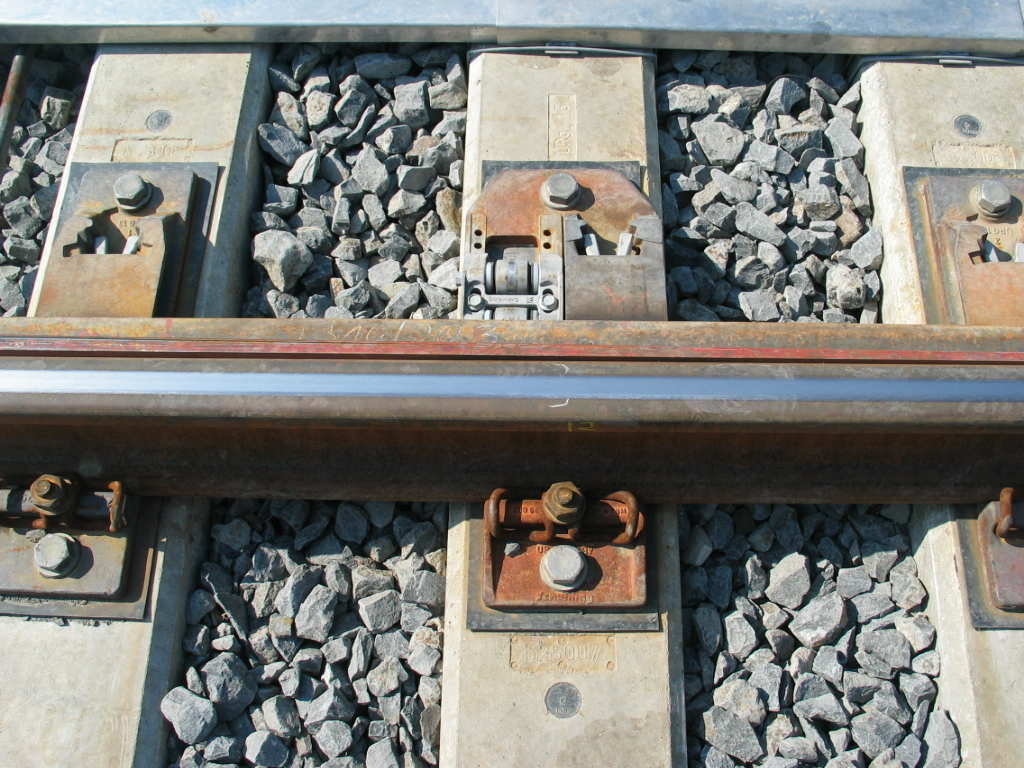
Gleitstuhlplatte mit integrierter Zungenrollvorrichtung, Bauart Schwihag

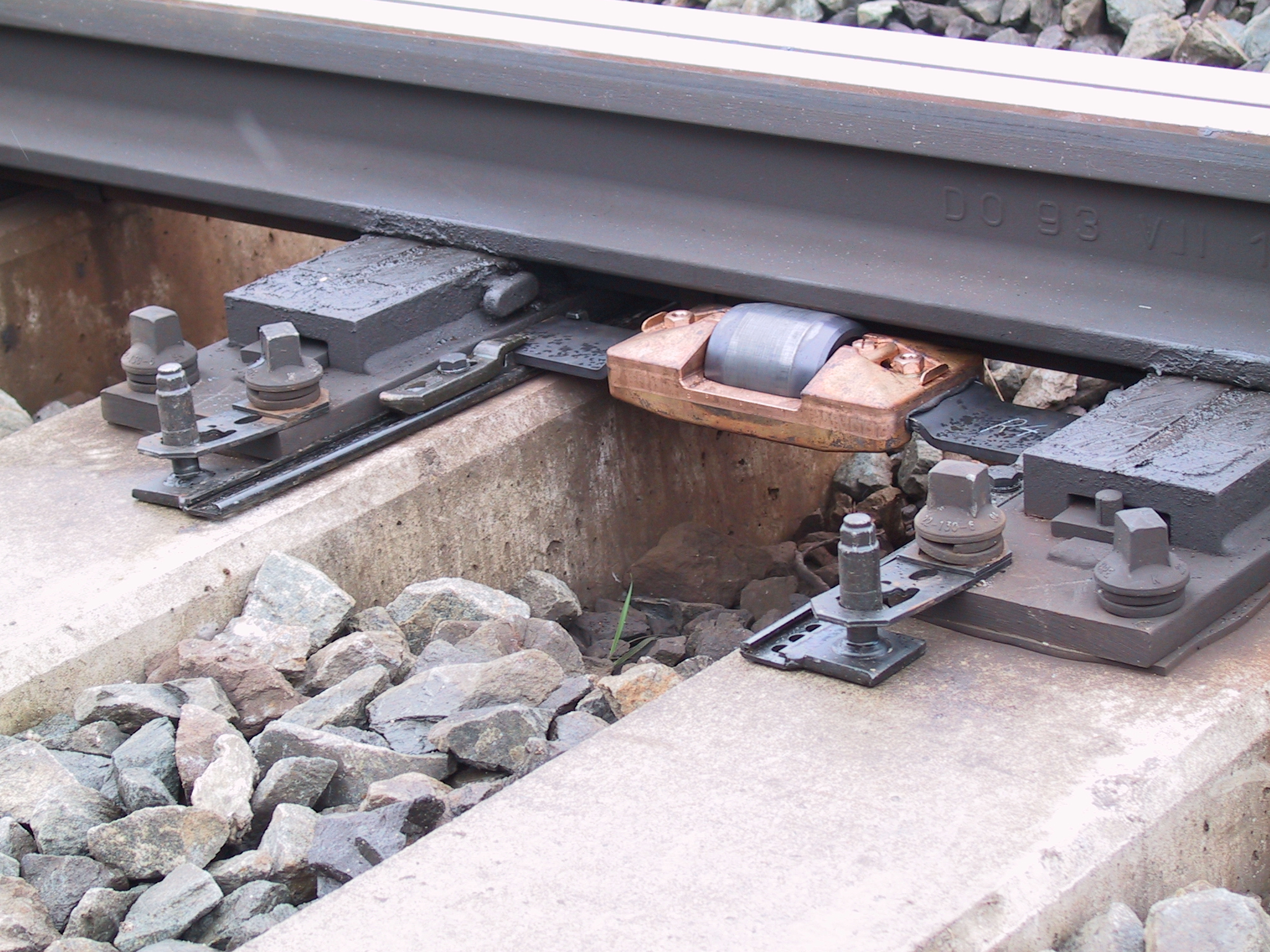
Einfachrolle im Schwellenfach, Bauart Austroroll

Zungenrollvorrichtung mit Rolle an der Zungenspitze

Eine Zungenrollvorrichtung wird in Eisenbahnweichen zusätzlich zu einer Gleitstuhlplatte verwendet. Auf dieser liegt die Zunge nur noch bei Anlage an der Backenschiene auf. Die Querbewegung der Zunge in ihre abliegende Stellung erfolgt auf Rollen, wobei der Reibungswiderstand kleiner als beim Gleiten ist. Zusätzlich entfällt das Schmieren des Gleitstuhls. Die Zungenrollvorrichtung kann ein getrenntes Bauteil oder in einem Gleitstuhl integriert sein.

## Vorteile von Zungenrollvorrichtungen
- Sie sind wartungsarm, der arbeits- und kostenaufwändige Schmiervorgang entfällt.
- Umweltfreundlich, da keine Schmierung der Gleitflächen in den Gleitstühlen notwendig ist.
- Sie verbessern die Stabilität des Oberbaues, da keine Schmierstoffe in die Bettung eingetragen werden.
- Die vom Antrieb aufzubringende Umstellkraft wird um bis zu 50 % reduziert, besonders wichtig bei mechanisch ferngestellten Weichen
- Der Umstellwiderstand ist unabhängig von den Witterungsverhältnissen.
- Erhöhung der Sicherheit für das Personal, da ein Betreten der Weiche für das Schmieren nicht mehr notwendig (eventuelles Begehen der schmierstofffreien Weiche wäre auch sicherer).

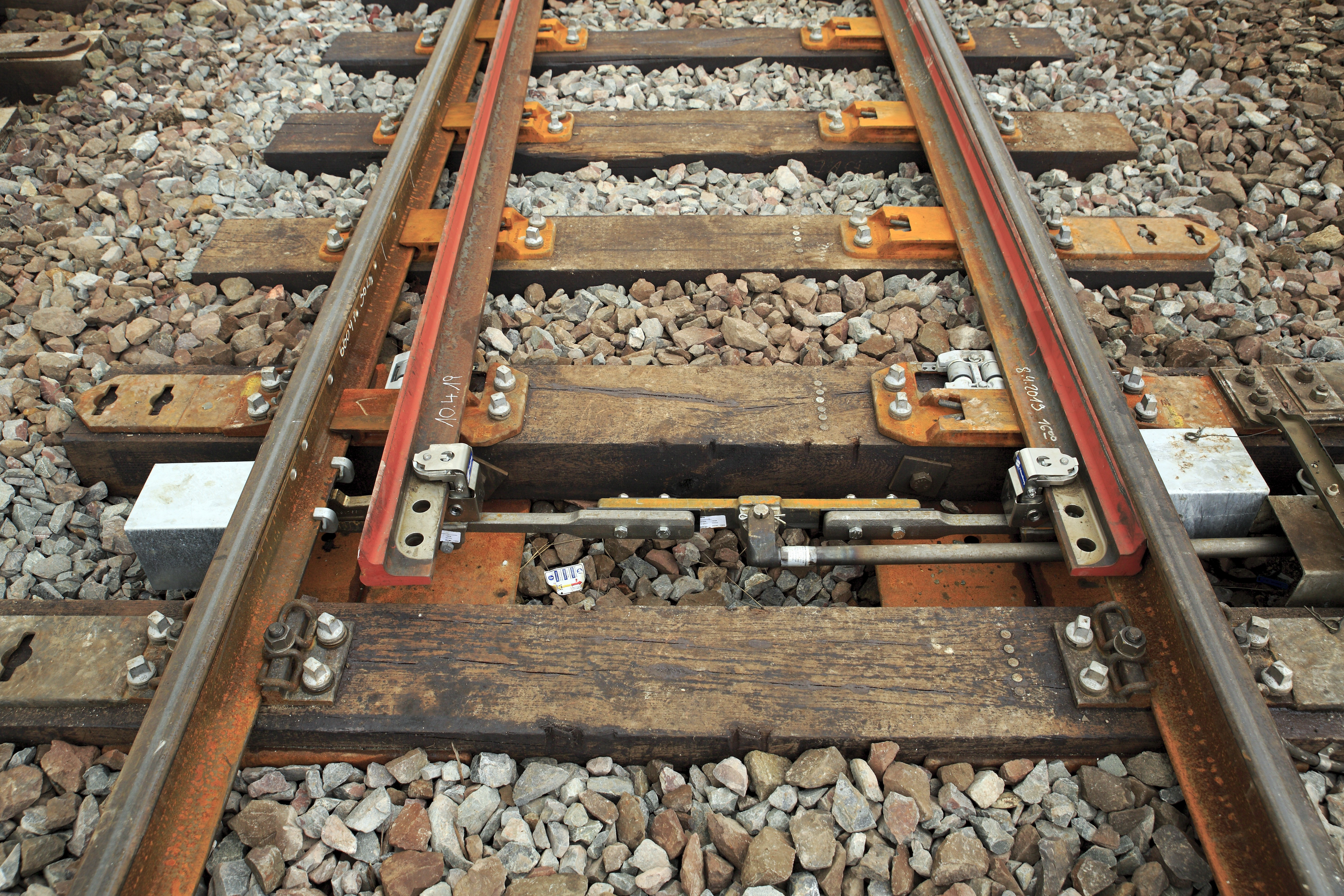
Spitze einer sanierten Reichsbahnweiche EW 49-300-1:9 mit Zungenrollern der Bauart Schwihag

Die Nachrüstung von vorhandenen Weichen mit Zungenrollvorrichtungen ist möglich, allerdings wegen des Aufwandes nur mit von Gleitstühlen getrennten Exemplaren, die im Schwellenfach angeordnet werden. Diese stören unter Umständen bei Oberbauarbeiten wie dem Stopfen und müssen dann dazu ausgebaut werden. In die Gleitstühle integrierte Zungenrollvorrichtungen nachzurüsten, würde einen Wechsel dieser Bauteile erfordern. Wegen des Aufwandes und wegen der erforderlichen Restliegedauer der betreffenden Weichen wird das nur durchgeführt, wenn der gesamte Schwellensatz im Zungenbereich gewechselt werden muss. Gleitstuhlplatten mit integrierten Zungenrollern sind allerdings nicht für jede Weichenform erhältlich, beispielsweise nicht für Reichsbahnweichen mit starrer Backenschienenlagerung.

## Bestandteile einer Zungenrollvorrichtung
Die Grundidee war, von der Gleitreibung zu einer Rollreibung überzugehen. Das Herz der Zungenrollvorrichtung ist die Lagerung der Teile.
Im Wesentlichen besteht eine Zungenrollvorrichtung aus folgenden Baugruppen: Rollenbock, Rolleneinheit und einer Halterungseinheit. Die Zungenroller werden so eingestellt, dass die jeweils anliegende Zunge auf den Gleitplatten aufliegt, um die Verkehrslasten von den Rollen fernzuhalten. Sobald die Zunge beim Umstellen bewegt wird, läuft sie auf die Rollvorrichtungen auf und wird von den Gleitplatten abgehoben. Ausnahmen in dieser Hinsicht sind elastische Zungenroller, bei denen die jeweils letzte Rolle unter der anliegenden Zunge steht und durch die Verkehrslast (oder mithilfe der auf Schnellfahrstrecken eingesetzten HRS-Verschlüsse) nach unten gedrückt wird.
Es gibt verschiedene Varianten: Lagerungen, welche komplett gekapselt und dadurch unempfindlich gegen Witterungseinflüsse und somit wartungsarm sind. Andere Systeme sind mit offenen Gleitlagerungen ausgerüstet.
In den Niederlanden ist es üblich, die Rollen an den Zungen zu befestigen, diese fahren dann über eine rampenförmige Führung.

## Einbau von Zungenrollvorrichtungen
Im Normalfall werden die Rollvorrichtungen im Werk vormontiert und die Rollen zum Schutz vor eindringendem Material (vor allem Schotter und von diesem stammender Abrieb) abgedeckt. Bei Bauarten, die im Schwellenfach angeordnet werden, werden die Rollen im Weichenwerk nur vorbereitet und lose mitgegeben. Das Einstellen der Rollvorrichtungen erfolgt, wenn die Weiche ihre endgültige Lage erreicht hat (nach dem Stopfen, bei fester Fahrbahn nach dem Aushärten des Betons). Nach dem Einstellen ist im Rahmen der normalen Weicheninspektion lediglich eine Funktionskontrolle notwendig.